# Autoridade Provisória das Nações Unidas no Camboja
```
   |-
       |
Erro:
:  
valor não especificado para "
nome_comum
"
```

A Autoridade Transitória das Nações Unidas no Camboja (UNTAC) foi uma operação de manutenção da paz das Nações Unidas no Camboja em 1992–93 formada após os Acordos de Paz de Paris de 1991. Esta foi a primeira ocasião em que a ONU assumiu diretamente a responsabilidade pela administração de um estado totalmente independente (a ONU fez a administração do antigo território holandês da Nova Guiné Neerlandesa entre 1962 e 1963), em vez de simplesmente monitorar ou supervisionar a área. A autoridade de transição da ONU organizou e realizou eleições, tinha sua própria estação de rádio e prisão e era responsável pela promoção e proteção dos direitos humanos em nível nacional.

## História
A UNTAC foi estabelecida em fevereiro de 1992 sob a Resolução 745 do Conselho de Segurança das Nações Unidas em acordo com o Estado do Camboja, o governo de facto do país na época, para implementar os Acordos de Paz de Paris de outubro de 1991. A UNTAC foi o produto de intensa atividade diplomática ao longo de muitos anos.
Chefiada pelo Chefe da Missão Yasushi Akashi (Japão), o Comandante da Força Tenente-General John Sanderson (Austrália) e o Comissário de Polícia Brigadeiro-General Klaas Roos (Holanda), a UNTAC envolveu aproximadamente 15.900 militares, 3.400 policiais civis, 2.000 civis e 450 voluntários da ONU, bem como pessoal e intérpretes recrutados localmente. Durante o período eleitoral, mais de 50.000 cambojanos serviram como funcionários eleitorais e cerca de 900 oficiais de assembleias de voto internacionais foram destacados pelos governos. Toda a operação custou mais de US$ 1,6 bilhão (equivalente a US$ 2,5 bilhões em 2017), principalmente em salários de expatriados.

### Metas
O objetivo da UNTAC era restaurar a paz e o governo civil em um país arruinado por décadas de guerra civil e maquinações da Guerra Fria, realizar eleições livres e justas que levassem a uma nova constituição e "dar o pontapé inicial" na reabilitação do país. Era para exercer 'supervisão' ou 'supervisão ou controle' sobre todos os aspectos do governo, incluindo relações exteriores, defesa nacional, finanças, segurança pública e informação, e supervisionar, monitorar e verificar a retirada e o não retorno de forças militares estrangeiras.
Sua missão também era cantonar, desarmar e desmobilizar as facções combatentes do Camboja, confiscar esconderijos de armas e suprimentos militares, promover e proteger os direitos humanos, supervisionar a segurança militar e manter a lei e a ordem, repatriar e reassentar refugiados e pessoas deslocadas, auxiliar na remoção de minas e o estabelecimento de programas de formação em desminagem e sensibilização para as minas, reabilitação de infra-estruturas essenciais e assistência na reconstrução e desenvolvimento económico.
Outro objetivo importante foi o Julgamento dos Líderes do Khmer Vermelho. O processo iniciado durante a UNTAC conduziu, a 4 de Outubro de 2004, à ratificação de um acordo com as Nações Unidas pela Assembleia Nacional do Camboja sobre a criação de um tribunal para julgar os altos dirigentes responsáveis pelas atrocidades cometidas pelo Khmer Vermelho. Os países doadores prometeram a parcela internacional de US$ 43 milhões do orçamento trienal do tribunal, enquanto a parcela do orçamento do governo cambojano foi de US$ 13,3 milhões. Os primeiros Julgamentos de Líderes do Khmer Vermelho ocorreram apenas em 2007, quando muitos deles já estavam mortos ou com problemas de saúde.

### Desarmamento

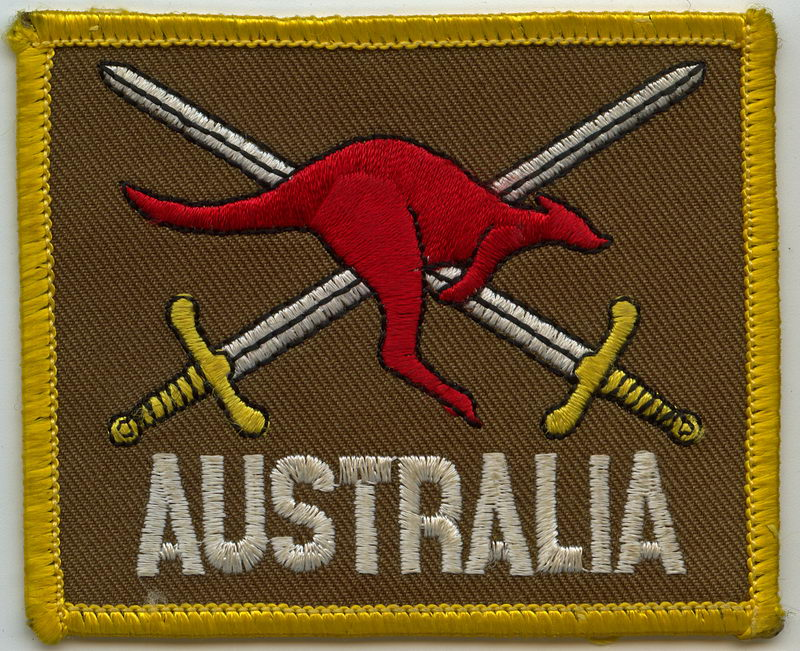
Insígnia da UNTAC do Exército Australiano

Apesar da UNTAC se vangloriar de sua eficácia e ser festejada pela comunidade internacional como um sucesso, a UNTAC não conseguiu desarmar o Khmer Vermelho, enquanto efetivamente desarmava as milícias locais do SOC. Esse viés permitiu ao Khmer Vermelho obter ganhos territoriais e deu origem à violência política. Os líderes militares do Estado do Camboja ficaram furiosos, alegando que a UNTAC era extremamente exigente com o desarmamento do CPAF, mas muito branda e ineficaz quando se tratava de desarmar o Khmer Vermelho.

### Eleições de 1993
Mais de 4 milhões de cambojanos (cerca de 90% dos eleitores elegíveis) participaram das eleições de maio de 1993, embora o Khmer Vermelho ou Partido do Kampuchea Democrático (PDK), cujas forças nunca foram realmente desarmadas ou desmobilizadas, impediu algumas pessoas de participar. O Partido FUNCINPEC do príncipe Norodom Ranariddh foi o mais votado com 45,5% dos votos, seguido pelo Partido Popular do Camboja de Hun Sen e o Partido Democrático Liberal Budista, respectivamente. A FUNCINPEC então entrou em coalizão com os outros partidos que haviam participado da eleição.
Os partidos representados na assembléia de 120 membros elaboraram e aprovaram uma nova constituição, que foi promulgada em 24 de setembro de 1993. Estabeleceu uma democracia liberal multipartidária no quadro de uma monarquia constitucional, com o ex-príncipe Sihanouk elevado a rei. O príncipe Ranariddh e Hun Sen tornaram-se primeiro e segundo primeiros-ministros, respectivamente, no governo real do Camboja (RGC). A constituição prevê uma ampla gama de direitos humanos internacionalmente reconhecidos.

## Países participantes
Os 46 países participantes que forneceram observadores militares, policiais ou tropas foram:
- Argélia
- Argentina
- Austrália
- Áustria
- Bangladesh
- Bélgica
- Brunei
- Bulgaria
- Camarões
- Canadá
- Chile
- China
- Colombia
- Costa do Marfim
- Dinamarca
- Egito
- Fiji
- França
- Alemanha
- Gana
- Hungria
- Índia
- Indonésia
- Irlanda
- Itália
- Japão
- Jordânia
- Quênia
- Malásia
- Marrocos
- Namíbia
- Nepal
- Países Baixos
- Nova Zelândia
- Nigéria
- Noruega
- Paquistão
- Peru
- Filipinas
- Polônia
- Russia
- Senegal
- Singapura
- Suécia
- Tanzânia
- Tailândia
- Tunisia
- Turquia
- Reino Unido
- Estados Unidos
- Uruguai[12][13]

## Criticismo
Norodom Sihanouk tinha reservas sobre a operação da UNTAC. A presença maciça de tropas estrangeiras levou ao abuso de algumas mulheres cambojanas, aumentando a prostituição e possivelmente levando a um aumento na prevalência de HIV/AIDS ao introduzir o vírus de outros países afetados. O número de profissionais do sexo no estado do Camboja aumentou de cerca de 6.000 em 1991 para mais de 20.000 após a chegada do pessoal da UNTAC em 1992. Em 1995, havia entre 50.000 e 90.000 cambojanos afetados pela AIDS, de acordo com uma estimativa da OMS.

## Estatisticas
- Duração: março de 1992 – setembro de 1993
- Força: Aproximadamente 22.000 militares e civis
- Fatalidades: 78 (4 observadores militares, 41 outros militares, 14 policiais civis, 5 civis internacionais e 14 locais).
- Despesas: US$ 1,62 bilhões (UNAMIC e UNTAC combinadas) [18]